# 아이리버 탭
아이리버 탭은 아이리버가 2011년에 출시한 태블릿 컴퓨터이다. 16M 컬러를 지원하는 7인치 1024 x 600 WSVGA IPS TFT-LCD가 장착되어 있다. 대한민국에서는 LGU+ 전용 모델이다.